# Kuniharu Nakamoto
Kuniharu Nakamoto (* 29. říjen 1959) je bývalý japonský fotbalista.

## Klubová kariéra
Hrával za NKK.

## Reprezentační kariéra
Kuniharu Nakamoto odehrál za japonský národní tým v roce 1987 celkem 5 reprezentačních utkání.

## Statistiky
| Japonsko | Japonsko | Japonsko |
| Roky     | Záp.     | Góly     |
| -------- | -------- | -------- |
| 1987     | 5        | 0        |
| Celkem   | 5        | 0        |